# 渡邉史佳
渡邉 史佳（わたなべ ふみか、2000年2月10日 - ）は、日本の女子総合格闘家。北海道出身。現フライ級クィーン・オブ・パンクラシスト。夫は総合格闘家の片山将宏。

## 経歴
2023年3月26日、PANCRASE 331でライカを相手にプロデビューし、判定2-1で敗れた。
2024年3月31日、PANCRASE 341でNØRIに判定勝ち。
2024年9月29日、PANCRASE 347で端貴代に判定3-0で勝利。
2025年3月9日、PANCRASE 352の女子フライ級タイトルマッチで王者の杉山しずかに挑戦し、1R KO勝ちで王座獲得。

## 獲得タイトル
- 第5代フライ級クィーン・オブ・パンクラス王座

## 戦績
| 総合格闘技 戦績 | 総合格闘技 戦績 | 総合格闘技 戦績 | 総合格闘技 戦績 | 総合格闘技 戦績 | 総合格闘技 戦績 | 総合格闘技 戦績 |
| --------------- | --------------- | --------------- | --------------- | --------------- | --------------- | --------------- |
| 4 試合          | (T)KO           | 一本            | 判定            | その他          | 引き分け        | 無効試合        |
| 3 勝            | 1               | 0               | 2               | 0               | 0               | 0               |
| 1 敗            | 0               | 0               | 1               | 0               | 0               | 0               |

| 勝敗 | 対戦相手   | 試合結果               | 大会名                                                                  | 開催年月日    |
| ○    | 杉山しずか | 1R 2:15 KO（右フック） | PANCRASE 352 【フライ級クィーン・オブ・パンクラス・チャンピオンシップ】 | 2025年3月9日  |
| ○    | 端貴代     | 5分5R終了 判定3-0      | PANCRASE 347                                                            | 2024年9月29日 |
| ○    | NØRI       | 5分3R終了 判定3-0      | PANCRASE 341                                                            | 2024年3月31日 |
| ×    | ライカ     | 5分3R終了 判定1-2      | PANCRASE 331                                                            | 2023年3月26日 |